# ارورا اسنو
ارورا اسنو (انگلیسی: Aurora Snow؛ زاده ۲۶ نوامبر ۱۹۸۱) یک بازیگر پورنوگرافی بازنشسته کارگردان فیلم و یک ستون‌نویس اهل ایالات متحده آمریکا است.

## اوایل زندگی
اسنو توسط یک مادر مجرد بزرگ شد و بزرگترین خواهر و برادر از سه خواهر و برادر بود.